# Stadio Dinamo (Vladivostok)
Lo stadio Dinamo (in russo Стадион Динамо?) è uno stadio della città di Vladivostok, in Russia.
È usato per lo più a fini calcistici, ha una capienza di 10 200 posti ed è sede delle partite casalinghe del Luč-Energija Vladivostok.